# 덩스커우역
덩스커우역(중국어: 灯市口站)은 중국 베이징시 둥청구 둥화먼 가도·젠궈먼 가도 접경의 둥쓰 남대가·진위후퉁·진바오가 교차로 북쪽에 위치한 베이징 지하철 5호선의 지하철역이다. 정류장의 색조는 주황색이다.

## 역 구조

### 층별 구조
이 역은 지하역으로 섬식 승강장으로 설계되어 있다.
| 지면층          | 출구                            | A-C출구                          |
| 지하 1층        | 대합실                          | 고객센터, 자동매표기, 개집표기   |
| 지하 2층 승강장 | ←                               | ■ 5호선 톈퉁위안베이 방면 (둥쓰) |
| 지하 2층 승강장 | 섬식 승강장, 왼쪽 출입문이 열림 |                                  |
| 지하 2층 승강장 | →                               | ■ 5호선 쑹자좡 방면(둥단)        |

### 대합실

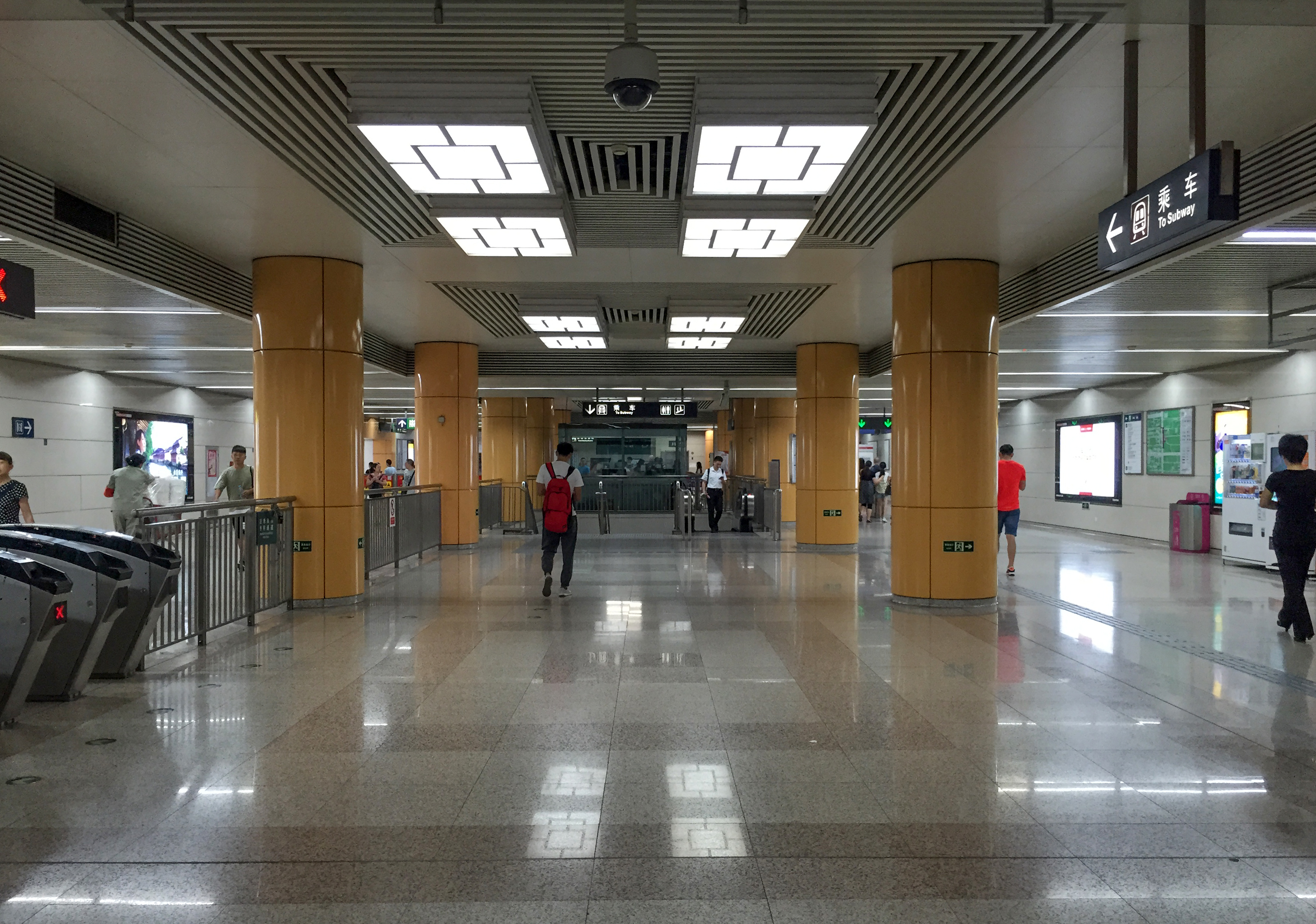
대합실 (2017년 7월)

덩스커우역의 대합실은 둥쓰 남대가 지하에 있다.

### 승강장
덩스커우역에는 섬식 승강장이 1개 설치되어 있으며, 둥쓰 남대가 아래에 위치하고 있다.

## 출구
이 역에는 2개의 출구가 있다.: A(북서), C(동북). 각 출구에는 출구 주변의 건물 및 시설 목록을 표시하는 안내판이 설치되어 있다.
|                            |                         | |      |             |
| 출구                       | 지시                    | 출구 인근 | 사진 | 무장애 시설 |
| 出口 · A                   | 둥단 북대가(东单北大街) | 둥단 북대가, 왕푸징 보행로(王府井步行街), 간위후퉁(甘雨胡同), 진위후퉁(金鱼胡同), 베이징 왕푸징 인타이 in88, 중국아동예술극장(中国儿童艺术剧院) |      |             |
| 出口 · C                   | 진바오가(金宝街)        | 진바오가, 간몐후퉁(干面胡同), 진바오 빌딩(金宝大厦, 시24중학교(市二十四中)                                                                      |      |             |
| 아이콘 설명: 휠체어 리프트 |                         | |      |             |